# فيلي جونسون
فيلي جونسون (بالإنجليزية: Willie Johnson)‏ هو موسيقي أمريكي، ولد في 4 مارس 1923 في مسيسيبي في الولايات المتحدة، وتوفي في 26 فبراير 1995 في شيكاغو في الولايات المتحدة.

## وصلات خارجية
- فيلي جونسون على موقع ميوزك برينز (الإنجليزية)
- فيلي جونسون على موقع أول ميوزيك (الإنجليزية)
- فيلي جونسون على موقع ديسكوغز (الإنجليزية)